# Gabriel Busa
Gabriel Busa (Tarragona ?, segle xv - segle xvi), fou un frare de l'orde dels agustins. És l'autor de la traducció i adaptació al català del Lexicon latinum-hispanicum de Nebrija del 1492 i del Vocabulario español-latino del 1495, obra que publicà Carles Amorós a Barcelona el 1507 amb el títol Vocabularius Aelii Antonii Nebrissensis. Els pròlegs de Nebrija a les indicades obres foren traduïts literalment. En l'obra sembla que hi col·laborà Joan Garganter, natural de la Segarra i hauria comptat amb l'assessorament de Martí Ivarra.